# Downtown Berkeley
Downtown Berkeley is een metrostation in de Amerikaanse plaats Berkeley (Californië). Het station werd geopend op 29 januari 1973 als onderdeel van de Richmond-Fremont Line van BART. Sinds 19 april 1976 is er een rechtstreekse verbinding met het centrum van San Francisco via de Richmond-Millbrae Line.

## Geschiedenis
Op 8 januari 1878 opende de Central Pacific Railroad een kopstation bij het kruispunt van University Street en Shattuck Avenue vlak bij de Universiteit van Californië - Berkeley. In 1885 nam de Southern Pacific (SP) Central Pacific over en in 1878 werd de lijn doorgetrokken naar het noorden. Key System, de voorloper van BART, begon op 26 oktober 1903 met een elektrische voorstadsdienst naar de ponten naar San Francisco waarmee ze direct concurreerde met de stoomtreinen van SP. In dezelfde tijd vroeg de rector-magnificus van de Universiteit om een waardig station. De aardbeving in april 1906 was de aanzet om tot uitvoering van het project te komen. De verkennende werkzaamheden begonnen in juni 1906 en SP kondigde in september de elektrificatie van de lijn aan. Het nieuwe station in dezelfde stijl als de universiteitsgebouwen werd op 9 april 1908 geopend en de elektrificatie was in 1911 gereed. SP beëindigde het reizigersverkeer in 1941 en droeg de sporen ten noorden van Ward Street over aan Key System dat tot 1958 de reizigersdienst voortzette.

## BART
In 1957 werden de plannen gepresenteerd voor een metronet rond de baai van San Francisco waarin onder andere een bovengronds traject op een viaduct door Berkeley was opgenomen. De gemeente Berkeley wilde echter een ondergronds traject en op 4 oktober 1966 stemden de burgers van Berkeley in met de extra kosten. Een van de drie stations in Berkeley kwam op de plaats van het station uit 1878, zij het ondergronds. Bovengronds werd een rond gebouw bij het kruispunt gebouwd dat toegang biedt tot de verdeelhal direct onder de straat, het perron ligt op niveau -2. 15 jaar na de sluiting van het Key System ging op 29 januari 1973 het metroverkeer van start. Om verwarring met North Berkeley te voorkomen werd in 1995 het station omgedoopt in Downtown Berkeley. In 2016 begon een reconstructie van het plein hetgeen in 2018 werd voltooid. Hierbij werd een nieuwe toegang tot het station gebouwd en het ronde gebouw uit 1973 werd gesloopt. 

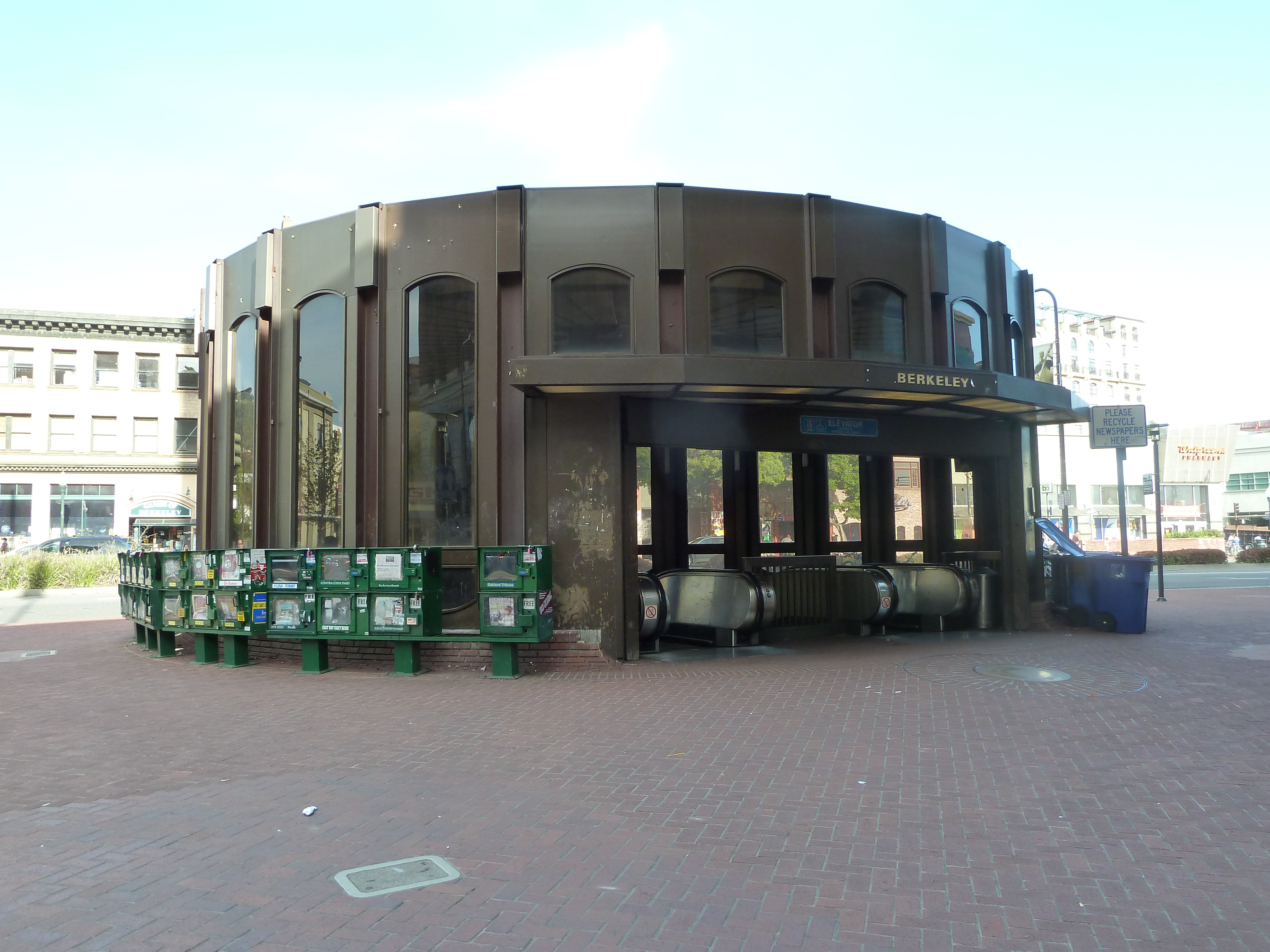
Het ronde toegangsgebouw
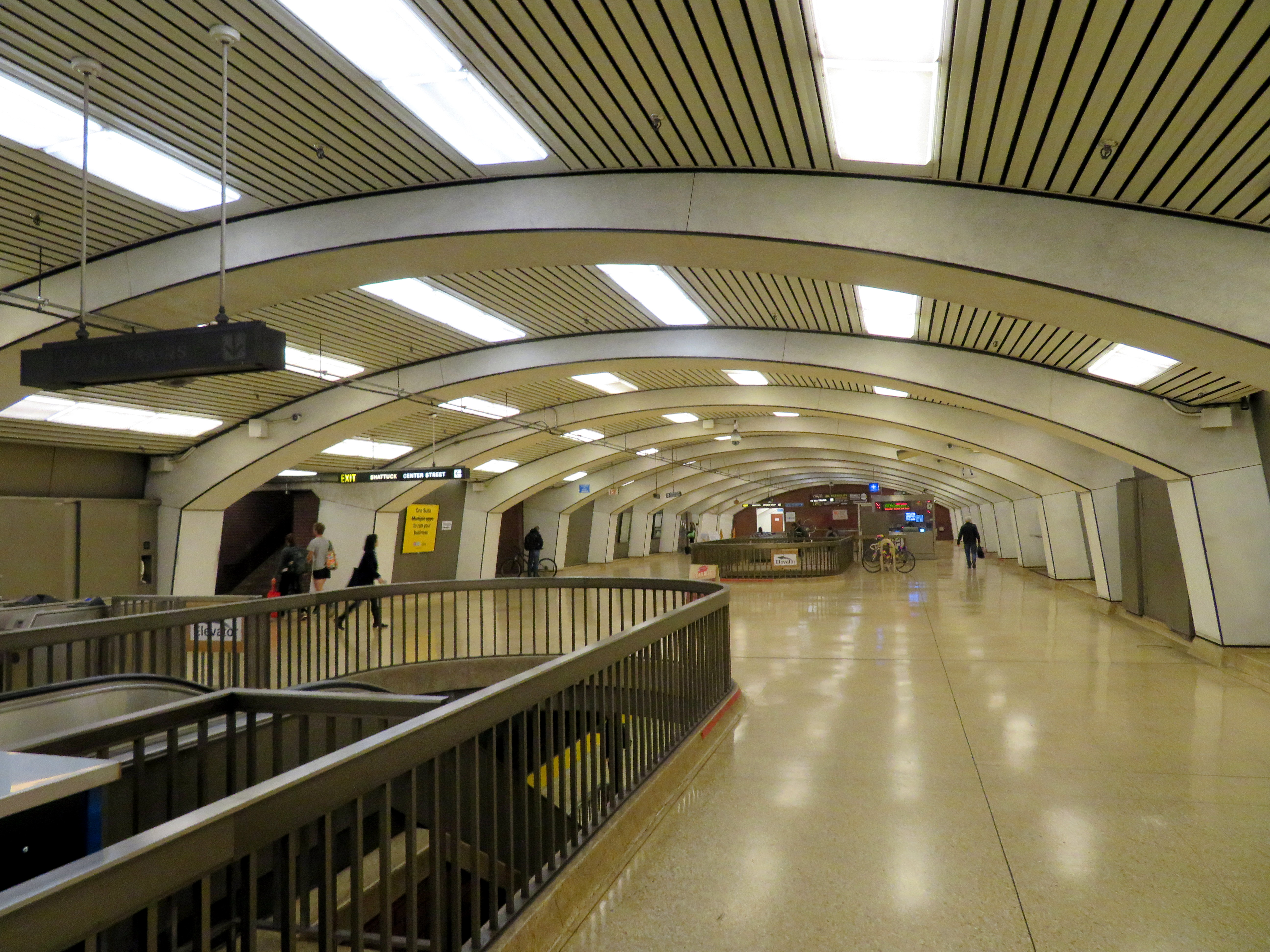
De verdeelhal onder het plein
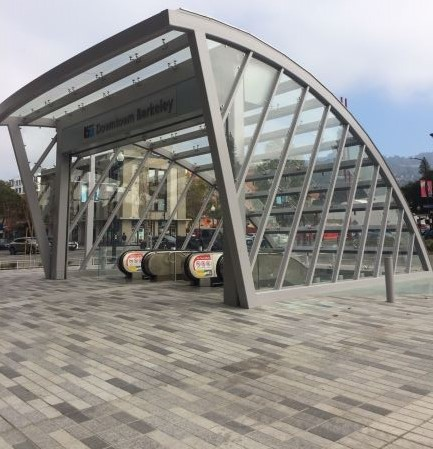
De nieuwe toegang